# Solec (powiat wolsztyński)
Solec – wieś w Polsce położona w województwie wielkopolskim, w powiecie wolsztyńskim, w gminie Przemęt.

## Historia
Miejscowość pierwotnie związana była z Wielkopolską. Ma metrykę średniowieczną i istnieje co najmniej od pierwszej połowy XV wieku. Wymieniona w dokumencie zapisanym po łacinie z 1424 pod nazwą „Szolecz, Solecz”, 1434 „Solcz”, 1445 „Soliecz”, 1563 „Szolyecz”, 1567 „Szoliecz”, 1580 „Soliec”, 1424 „Szolecz, Solecz”, 1434 „Solcz”, 1445 „Soliecz”, 1563 „Szolyecz”, 1567 „Szoliecz”, 1580 „Soliec”.
Wieś była własnością szlachecką w dobrach Kiełbowo należącą do lokalnej szlachty wielkopolskiej Kiełbowskich, Potulickich, Leszczyńskich, Herbertów, Łąckich, Leszczyńskich, Jaskółeckich. W 1466 należała do powiatu kościańskiego Korony Królestwa Polskiego. W 1580 leżała w parafii Kębłowo.
W latach 1424–1450 jako właściciela Solca odnotowano pisarza ziemskiego poznańskiego Abrahama Kiełbowskiego z Kiełbowa, który toczył spory sądowe o majętności. W 1424 pozwany został przez opata wieleńskiego m.in. o to, że zajął w jazie w bagnie między Mochami, a Solcem 20 sieci rybackich. Kolejne spory dziedzic Solca toczył z Mościcem ze Stęszewa. Dokument z 1424 nakazywał zrezygnować Mościcowi ze Stęszewa odsprzedać Kiebłowo wraz z okolicznymi wsiami, w tym m.in. wieś Solec, za kwotę 2800 grzywien; co nie zostało zrealizowane. W 1425 w spór ten wkroczył król polski Władysław II Jagiełło polecając wznowienie terminów sądowych wspomnianego Mościca, dotyczące jego sporu z Abrahamem Kiełbowskim. W 1428 Abraham zapowiedział własność wsi przed sądem ziemskim, a w 1434 zawarł ugodę dotyczącą Kiebłowa wraz z wsiami, w tym z Solcem.
Majętności po Abrahamie Kiebłowskim odziedziczył jego syn, również Abraham. W 1466 zapisał on żonie Katarzynie z domu Jaszkowskiej po 550 grzywien posagu oraz wiana m.in. na Solcu. W 1473 Abraham wraz z Katarzyną zwolnieni zostali z kar sądowych z dóbr Kiebłowo, w tym z Solca. W 1474 zapisał po raz kolejny swojej żonie Katarzynie 500 grzywien posagu oraz 700 grzywien wiana na swych dobrach, w tym m.in. na Solcu. W 1485 Abraham sprzedał Andrzejowi Proskiemu ze wsi Prochy 8 florenów węgierskich czynszu rocznego na Solcu z zastrzeżeniem prawa wykupu za 100 florenów węgierskich.
Solec po rodzicach odziedziczyła Małgorzata Kiebłowska, która wyszła za mąż za kasztelana rogozińskiego Mikołaja Potulickiego. W 1519 zastawiła ona mężowi Kiebłowo wraz z wsiami, w tym m.in. Solec, za 1400 florenów węgierskich, a niedługo potem oddała mu majętności kiełbowskie w dożywocie. W 1519 Mikołaj Potulicki wykupił od wikariuszy katedry poznańskiej za 42 floreny węgierski czynsz roczny zapisany na Solcu. W 1529 Małgorzata jako wdowa po Mikołaju Potulickim sprzedała swoim córkom Zofii, Dorocie i Annie miasto Kiebłowo wraz z wsiami, w tym także Solec, z zastrzeżeniem prawa wykupu za 7000 florenów. Natomiast dobra kiebłowskie wraz z Solcem sprzedała swemu synowi Andrzejowi Potulickiemu  za 10000 florenów.
Kolejną odnotowaną dziedziczką we wsi była córka Małgorzaty Kiebłowskiej i Mikołaja Potulickiego - Dorota Potulicka z Potulic. W 1549 sprzedała ona kasztelanowi przemęckiemu Rafałowi Leszczyńskiemu z Leszna część dóbr Kiebłowo, w tym Solec. W 1558 dała synom Andrzejowi, Janowi, Wacławowi i Jerzemu połowę Kiebłowa wraz z wsiami, a w tym m.in. część Solca. W 1555 Rafał Leszczyński sprzedał Jakubowi Jaskóleckiemu część dóbr Kiebłowo, w tym połowę Solca, za 3250 złotych węgierskich.
W latach 1558–1561 w dokumentach historycznych jako właściciele miejscowości odnotowani zostali  Andrzej i Jan Zarembowie, synowie Doroty Potulickiej oraz Wacława Zaremby z Kalinowej. W 1558 otrzymali w podziale dóbr od swych braci Kiebłowo wraz z wsiami, w tym m.in. połowę Solca. W 1561 Andrzej Zaremba otrzymał w podziale dóbr od brata Jana połowę dóbr kiebłowskich wraz z połową Solca. W 1561 Andrzej sprzedał Mikołajowi Łąckiemu kasztelanowi kamieńskiemu połowę dóbr Kiebłowo, w tym połowę Solca.
W latach 1560–1561 Stanisław Jaskólecki posiadał zastaw na połowie dóbr Kiebłowo, w tym na połowie wsi Solec. W 1561 w majętności połowy miasta Kiebłowo wraz z okolicznymi wsiami, w tym w części Solca wwiązany został Mikołaj Łącki, który dobra te kupił od Andrzeja Zaremby z Kalinowej.
W dokumentach odnotowani zostali również kmiecie mieszkający we wsi. W 1430 Bartosz i Wawrzyniec toczyli spór sądowy z opatem przemęckim o sieci do połowu ryb. W latach 1566–1567 odnotowani zostali Marcin Krzykała, Bartłomiej oraz Stanisław Prędki. W 1567 karczmarz Maciej oraz kmieć Błażej Świadek (lub Świątek) pozwali przed sądem opata przemęckiego o zniszczenie ich jazów na rzece Kopaniec i wyłowienie ryb z jeziora Mochy oraz zabranie sieci.
Wieś odnotowały także historyczne rejestry podatkowe. W 1563 miał miejsce pobór podatków we wsi od zagrodników gospodarujących na gruncie kasztelana kamieńskiego Mikołaja Łąckiego. W 1566 odnotowano pobór od 7 zagrodników z części Marcina Herburta, a z części Mikołaja Łąckiego od 8 zagrodników. W 1581 miał miejsce pobór od 6 zagrodników, 6 rybaków oraz jednego rzemieślnika z części należącej do kasztelana mińskiego Jana Hlebowicza. Natomiast z części Stanisława Łąckiego od 6 zagrodników, jednego rzemieślnika oraz od połowów ryb. W latach 1603–1607 w miejscowości odnotowano 9 zagrodników oraz karczmarza.
W wyniku II rozbioru Rzeczypospolitej w 1793, miejscowość przeszła w posiadanie Prus i jak cała Wielkopolska znalazła się w zaborze pruskim. W okresie Wielkiego Księstwa Poznańskiego (1815-1848) miejscowość wzmiankowana jako Solec (Silz) należała do wsi większych w ówczesnym powiecie babimojskim rejencji poznańskiej. Solec należał do wolsztyńskiego okręgu policyjnego tego powiatu i stanowił część majątku Wroniawy, który należał do Antoniny Platerowej. Według spisu urzędowego z 1837 roku Solec liczył 334 mieszkańców, którzy zamieszkiwali 53 dymów (domostw). W 1921 roku stacjonowała tu placówka 17 batalionu celnego.
W latach 1975–1998 miejscowość należała administracyjnie do województwa leszczyńskiego.
Zobacz też: Solec, Solec Kujawski, Solec Nowy, Solec nad Wisłą, Solec-Zdrój